# Навчальний театр Національного університету театру, кіно і телебачення імені Івана Карпенка-Карого
Навчальний театр Київського національного університету театру, кіно і телебачення імені Івана Карпенка-Карого

## Історія
Навчальний театр було створено при Київському державному театральному інституті 1934 року. Він працював до початку війни. З 1968 року театр відновив свою роботу.

## Опис
Навчальний театр є основною навчально-виробничою базою практики студентів курсів факультету театрального мистецтва університету імені Івана Карпенка-Карого із замкнутим циклом створення дипломних вистав. Тут майбутні актори та режисери отримують перші практичні навички для подальшої роботи в професійних театрах.
Основні напрями діяльності:
- постановка, випуск та прокат дипломних вистав випускних курсів
- організація практичних занять зі специфіки акторської роботи (грим тощо)
- організація та обслуговування урочистих вечорів, концертів та конференцій, що проводяться в університеті

### Цехи
- машинно-декораційний;
- гримерний;
- звукоцех;
- електроосвітлювальний;
- костюмерний;
- художній;
- реквізиторсько-бутафорський;
- столярний.